# Koera (rivier in Transkaukasië)
De Koera of Kura, dan wel Mtkvari (Turks: Kura; Georgisch: მტკვარი, Mtkvari; Azerbeidzjaans: Kür) is een rivier in Turkije, Georgië en Azerbeidzjan en de belangrijkste rivier in de Zuidelijke Kaukasus. Met haar lengte van 1515 km verzorgt de rivier de afwatering van het grootste deel van de zuidkant van de Grote Kaukasus.
De Koera ontspringt in Oost-Anatolië. In Georgië, hier Mtkvari genoemd, breekt de rivier bij de Bordzjomikloof door de Kleine Kaukasus met het Meschetigebergte aan de westkant en het Trialetigebergte aan de oostkant van de kloof. Hier begint de middenloop en stroomt de rivier via de Sjida Kartli Vlakte langs de voet van het Trialetigebergte naar het oosten, door de hoofdstad Tbilisi en zuidwaarts door de vlakte van Kvemo Kartli om de Azerbeidzjaanse grens te bereiken.
Bij het Azerbeidzjaanse stuwmeer van Mingəçevir (1953) voegt de Alazani zich vanuit het noordwesten bij de Koera. Vanaf de stad Mingəçevir, waar de benedenloop begint, vormt de Koera de Koera-Arasvlakte, een grote vlakte, die voor een groot deel beneden NAP ligt. Net ver voor de monding in de Kaspische Zee neemt de Koera haar grootste zijrivier op: de Aras.
In de oudheid heette de Koera Cyrus naar de naam van de Perzische koning Cyrus II de Grote. De Georgische naam Mtkvari betekent "de rivier die z'n weg eet door de bergen".
- Gemeinsame Normdatei: 4459293-0
- Virtual International Authority File: 244274120